# Усть-Озерне
Усть-Озе́рне (рос. Усть-Озёрное) — село у складі Верхньокетського району Томської області, Росія. Входить до складу Катайгинського сільського поселення.

## Населення
Населення — 6 осіб (2010; 12 у 2002).
Національний склад (станом на 2002 рік):
- росіяни — 59 %
- селькупи — 33 %